# Christian Lefèvre
Christian Lefèvre (19 de febrero de 1954) es urbanista francés. Profesor en el Instituto Francés de Urbanismo de la Universidad París Este e investigador en el centro LATTS (Laboratoire, Techniques, Territoires et Sociétés). Ha realizado proyectos de estudio del gobierno de las regiones metropolitanas para el Ministerio de Obras Públicas francés, la ciudad de París, la Comisión Europea y varios gobiernos y organismos internacionales (OCDE, Naciones Unidas y Banco Interamericano para el Desarrollo, entre otros). De 2002 a 2005 copresidió la CITTA (Cities as International and Transnational actors), red de investigación de la Fundación Científica Europea. Es miembro del comité ejecutivo de la European Urban Research Association (EURA) y editor de la revista académica Metropoles. Es autor de numerosos artículos y libros, entre los que destaca Gouverner les métropoles (LGDG-Dexia, 2009).